# Ekerö
Ne doit pas être confondu avec Eckerö.
Cet article concerne la localité. Pour la commune dont elle est le chef-lieu, voir Ekerö (commune).
Ekerö est une localité de Suède, chef-lieu de la commune d'Ekerö dans le comté de Stockholm.

## Population
| 1960 | 1965  | 1970  | 1975  | 1980  |
| ---- | ----- | ----- | ----- | ----- |
| 582  | 1 068 | 2 425 | 6 746 | 7 298 |

| 1990  | 1995  | 2000  | 2005   | 2010   |
| ----- | ----- | ----- | ------ | ------ |
| 8 503 | 9 419 | 9 931 | 10 322 | 10 907 |

| 2015   | 2020   | - | - | - |
| ------ | ------ | - | - | - |
| 11 505 | 12 332 | - | - | - |

## Voir  aussi